# Inter Club d’Escaldes
Inter Club d’Escaldes – klub piłkarski z Andory z siedzibą w Les Escaldes, grający w Primera Divisió. Czterokrotny mistrz Andory, dwukrotny srebrny i trzykrotny brązowy medalista Primera Divisió, trzykrotny zdobywca Pucharu Andory (2020, 2023, 2025), a także finalista z 2002.

## Historia
Inter Club d’Escaldes został założony w 1991. Od początku istnienia był silnie związany z firmą Construccions Modernes, której inicjały (CM) występują w klubowym herbie. Inter występował w Primera Divisió od momentu powstania tej najwyższej klasy rozgrywkowej w Andorze (sezon 1995/1996) aż do końca sezonu 2014/2015, w którym spadł do Segona Divisió. W tym czasie największe sukcesy odnosił w latach 2000–2002, gdy dwukrotnie zajął 3. pozycję w rozgrywkach ligowych (1999/2000 i 2000/2001), a także raz wystąpił w finale Pucharu Andory (2002). Na drugim poziomie rozgrywkowym spędził dwa sezony, w drugim (2016/2017) zwyciężając Segona Divisió i powracając do Primera Divisió. W sezonie 2019/2020 klub zdobył pierwsze w swojej historii mistrzostwo kraju.

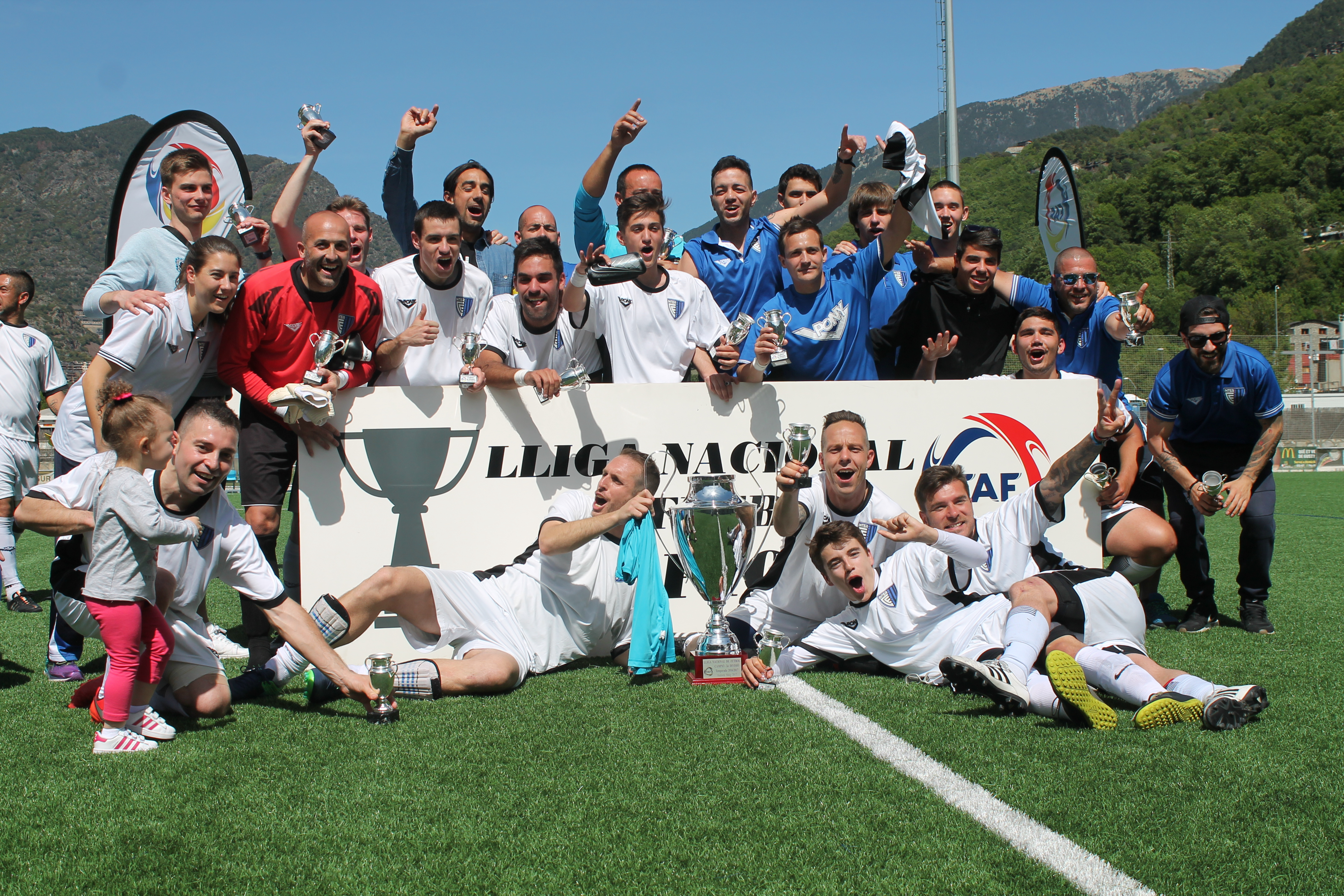
Inter Club d’Escaldes świętujący zwycięstwo w Segona Divisió w sezonie 2016/2017

## Inne sekcje
Oprócz zespołu seniorów grającego w Primera Divisió klub posiada również szereg drużyn w kategoriach młodzieżowych, juniorskich i dziecięcych. Ponadto w klubie funkcjonują również drużyny futsalu (zarówno seniorów, jak i w młodszych kategoriach wiekowych), a także kobiecy zespół grający w rozgrywkach koszykarskich w odmianie 3x3.

## Rozgrywki

### Sukcesy
Rozgrywki ligowe
- Primera Divisió :
  - 1. miejsce: 2019/2020, 2020/2021, 2021/2022, 2024/2025
  - 2. miejsce: 2022/2023, 2023/2024
  - 3. miejsce: 1999/2000, 2000/2001, 2018/2019
- Segona Divisió:
  - 1. miejsce – awans do Primera Divisió – 2016/2017

Rozgrywki pucharowe
- Puchar Andory:
  - Zdobywca: 2020, 2023, 2025

### Zestawienie ogólne
| Poziom ligowy | Liczba sezonów | Lata gry           |
| ------------- | -------------- | ------------------ |
| I             | 21             | 1995–2015, od 2017 |
| II            | 2              | 2015–2017          |

### Poszczególne sezony
| Sezon     | Rozgrywki ligowe    | Rozgrywki ligowe    | Rozgrywki ligowe | Rozgrywki ligowe | Rozgrywki ligowe | Rozgrywki ligowe | Rozgrywki ligowe | Rozgrywki ligowe | Rozgrywki ligowe | Rozgrywki ligowe | Rozgrywki ligowe | Puchar Andory | Źródła |
| Sezon     | Poziom i nazwa ligi | Poziom i nazwa ligi | Miejsce          | M                | Z                | R                | P                | Bramki           | Bramki           | Bramki           | Pkt              | Puchar Andory | Źródła |
| --------- | ------------------- | ------------------- | ---------------- | ---------------- | ---------------- | ---------------- | ---------------- | ---------------- | ---------------- | ---------------- | ---------------- | ------------- | ------ |
|           |                     |                     |                  |                  |                  |                  |                  |                  |                  |                  |                  |               |        |
| 1995/1996 | I                   | Primera Divisió     | 7/10             | 18               | 6                | 1                | 11               | 44               | 36               | +8               | 19               | brak danych   | [ 4 ]  |
| 1996/1997 | I                   | Primera Divisió     | 9/12             | 22               | 7                | 4                | 11               | 31               | 48               | -17              | 25               | brak danych   | [ 5 ]  |
| 1997/1998 | I                   | Primera Divisió     | 4/11             | 20               | 11               | 2                | 7                | 34               | 28               | +6               | 35               | brak danych   | [ 6 ]  |

## Europejskie puchary
Legenda do wszystkich tabel:
- Q – runda eliminacyjna, 1/16, 1/8, 1/4, 1/2 – odpowiednia faza rozgrywek, Grupa – runda grupowa, 1r gr – pierwsza runda grupowa, 2r gr – druga runda grupowa, F – finał, R – runda, PO – play-off
- k. – rzuty karne, los. – losowanie, Dogr. – dogrywka, w. – zasada bramek strzelonych na wyjeździe

| Sezon   | Rozgrywki               | Runda | Klub             | Dom     | Wyjazd  | Ogólnie    |
| ------- | ----------------------- | ----- | ---------------- | ------- | ------- | ---------- |
| 2020/21 | Liga Mistrzów           | PQ    | KF Drita         | 1–2 (N) | 1–2 (N) | 1–2 (N)    |
| 2020/21 | Liga Europy             | 2Q    | Dundalk          | 0–1 (D) | 0–1 (D) | 0–1 (D)    |
| 2021/22 | Liga Mistrzów           | PQ    | HB Tórshavn      | 1–0 (N) | 1–0 (N) | 1–0 (N)    |
| 2021/22 | Liga Mistrzów           | PQ    | FC Prishtina     | 0–2 (N) | 0–2 (N) | 0–2 (N)    |
| 2021/22 | Liga Konferencji Europy | 2Q    | Teuta Durrës     | 0–3     | 2–0     | 2–3, Dogr. |
| 2022/23 | Liga Mistrzów           | PQ    | La Fiorita       | 2–1 (N) | 2–1 (N) | 2–1 (N)    |
| 2022/23 | Liga Mistrzów           | PQ    | Víkingur         | 0–1 (W) | 0–1 (W) | 0–1 (W)    |
| 2022/23 | Liga Konferencji Europy | 2Q    | CFR 1907 Cluj    | 1–1     | 0–3     | 1–4        |
| 2023/24 | Liga Konferencji Europy | 1Q    | Víkingur Gøta    | 2–1     | 1–1     | 3–2        |
| 2023/24 | Liga Konferencji Europy | 2Q    | Hibernian        | 2–1     | 1–6     | 3–7        |
| 2024/25 | Liga Konferencji        | 1Q    | Velež Mostar     | 5–1     | 1–1     | 6–2        |
| 2024/25 | Liga Konferencji        | 2Q    | AEK Ateny        | 0–4     | 3–4     | 3–8        |
| 2025/26 | Liga Mistrzów           | 1Q    | FCSB             | 2–1     | 1–3     | 3–4        |
| 2025/26 | Liga Konferencji        | 2Q    | Olimpija Lublana | 1–1     | 2–4     | 3–5        |